# 스정리
스정리(중국어 간체자: 石正丽, 정체자: 石正麗, 병음: Shí Zhènglì, 1964년 5월 26일 ~ )는 중국의 생물학자, 바이러스학자이다.

## 생애
1964년 5월 26일 중국 허난성 난양시 시샤현에서 태어났다. 1987년 우한 대학을 졸업했다. 1990년 우한 바이러스 연구소에서 석사학위를 받았다. 2000년 프랑스 몽펠리에 제2대학교에서 박사학위를 받았다.

## 코로나19
코로나19의 바이러스 유출 책임자로 스정리 박사가 지목되고 있다. 그러나 연구소 바이러스 유출설은 명백하게 입증된 주장이 아니라, 가설이다.
스정리 박사는 허난성 출신의 1964년생으로 현재 문제가 된 우한 바이러스 연구소에서 신흥감염질환연구팀 (Center for Emerging Infectious Diseases)을 이끌고 있다. 소속 팀원은 대학원생을 포함해 20~30 명 수준이다. 스정리 박사는 사스 바이러스는 물론 박쥐에 있는 코로나바이러스에 대한 연구 분야에서 최고 권위자로 인정받고 있다. 미국 노스캐롤라이나 대학교 연구팀과 공동연구한 것도 스정리 박사팀이다.
2011년, 중국 우한 바이러스 연구소 연구팀은 중국 남부 윈난성 지역의 동굴에 서식하는 박쥐에서 바이러스를 채취해 2011년부터 5년간 지속적으로 관찰했다.
2015년, 우한 바이러스 연구소(Wuhan Institute of Virology, WIV)는 미국 연구팀과 함께 인공 코로나바이러스를 만들었다. 유전자 재조합 기술로 만든 사스 유사 바이러스 'SHC014'는 코로나19 바이러스의 유전자와 82.07% 일치한다. 또다른 사스 유사 바이러스인 WIV1과 코로나19 바이러스를 비교한 결과 두 바이러스의 유전자는 82.14% 일치했다. 2015년 미국 노스캐롤라이나 대학교 연구팀은 쥐에 적응한 사스 코로나바이러스에 박쥐에서 유래한 코로나바이러스(SHC014-CoV)의 스파이크 단백질을 만드는 유전자를 혼합해 키메라 바이러스를 만들었다.
스정리 박사는 오랜기간 박쥐 연구를 통해, 약한 일반 감기를 일으키는 병원균 중 하나인 코로나 바이러스가 박쥐에서 유래되었음을 밝혀내었다.
2013년 사스의 병원균과 유사한 코로나 바이러스 SARS-like coronavirus(SL-CoV)를 박쥐에서 발견했다고 네이처지에 발표했다. 그러나 사람에게 쉽게 전염되는 특성은 없었다. 2015년 스정리 박사는 미국 노스캐롤라이나 대학교 연구팀과 공동연구로 사스와 유사한 코로나 바이러스를 유전자 재조합 기술로 사람에게 쉽게 전염되는 바이러스 SHC014-CoV를 인공적으로 만드는데 성공했다.

## 같이 보기
- 코로나바이러스감염증-19 유행에 관한 논란